# Dissodactylus primitivus
Dissodactylus primitivus är en kräftdjursart som beskrevs av Eugène Louis Bouvier 1917. Dissodactylus primitivus ingår i släktet Dissodactylus och familjen Pinnotheridae. Inga underarter finns listade i Catalogue of Life.

## Bildgalleri

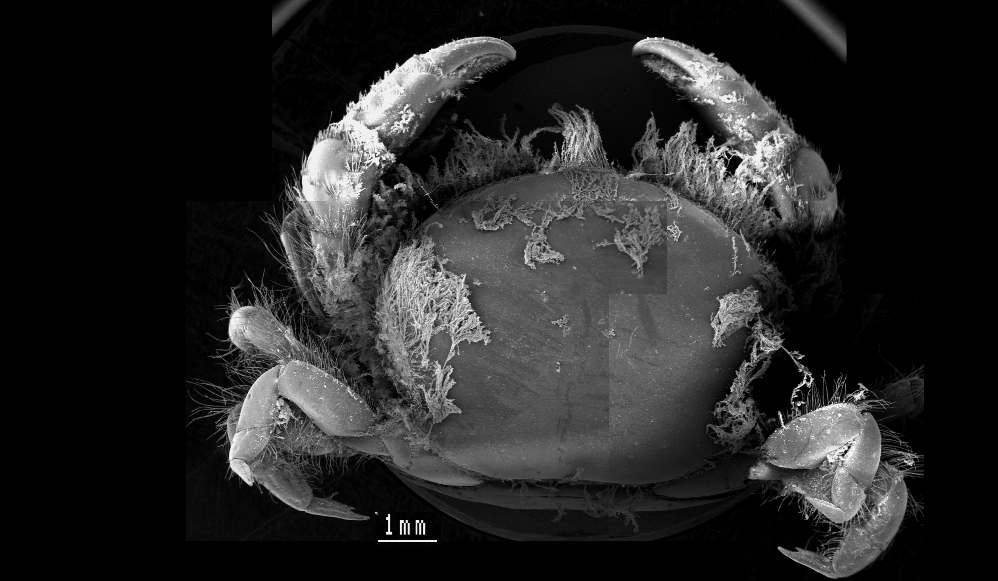